# Amathitis
Amathitis — подрод жуков-тускляков из семейства жужелиц и подсемейства харпалин (Harpalinae).

## Виды
К этому подроду относятся 10 видов:
- Amara abdominalis (Motschulsky, 1844)
- Amara fedtschenkoi Tschitscherin, 1898
- Amara karalangana Hieke, 1996
- Amara microdera (Chaudoir, 1844)
- Amara parvicollis Gebler, 1833
- Amara rubens Tschitscherin, 1899
- Amara rufescens (Dejean, 1829)
- Amara silfverbergi Hieke, 1996
- Amara stulta Lutshnik, 1935
- Amara subplanata (Putzeys, 1866)